# Alexander Rödiger
Alexander Rödiger (n. 14 mai 1985, Eisenach, Republica Democrată Germană, Germania) este un bober ce a reprezentat Germania, medaliat olimpic. A participat la 3 ediții ale Jocurilor Olimpice (2010, 2014, 2018) în care a câștigat două medalii de argint.